# Os ulnare externum
Os ulnare externum is de benaming voor een incidenteel voorkomende botachtige structuur gelegen aan de ellepijpszijde van de handwortelbeenderen, tussen het os triquetrum, het os hamatum en het os pisiforme of tussen het os triquetrum, het os hamatum en de tuberkel van het vijfde middenhandsbeentje., waarvan twijfelachtig is of het de naam "botje" verdient. Mogelijk is het os ulnare externum geen zelfstandig sesambeentje, maar een gecalcificeerde bursa of pees. Het botje is ook weleens gezien aan de mediale zijde van het triquetrum.
Op röntgenfoto's wordt een os ulnare externum soms onterecht aangemerkt als afwijkend, losliggend botdeel of als fractuur.

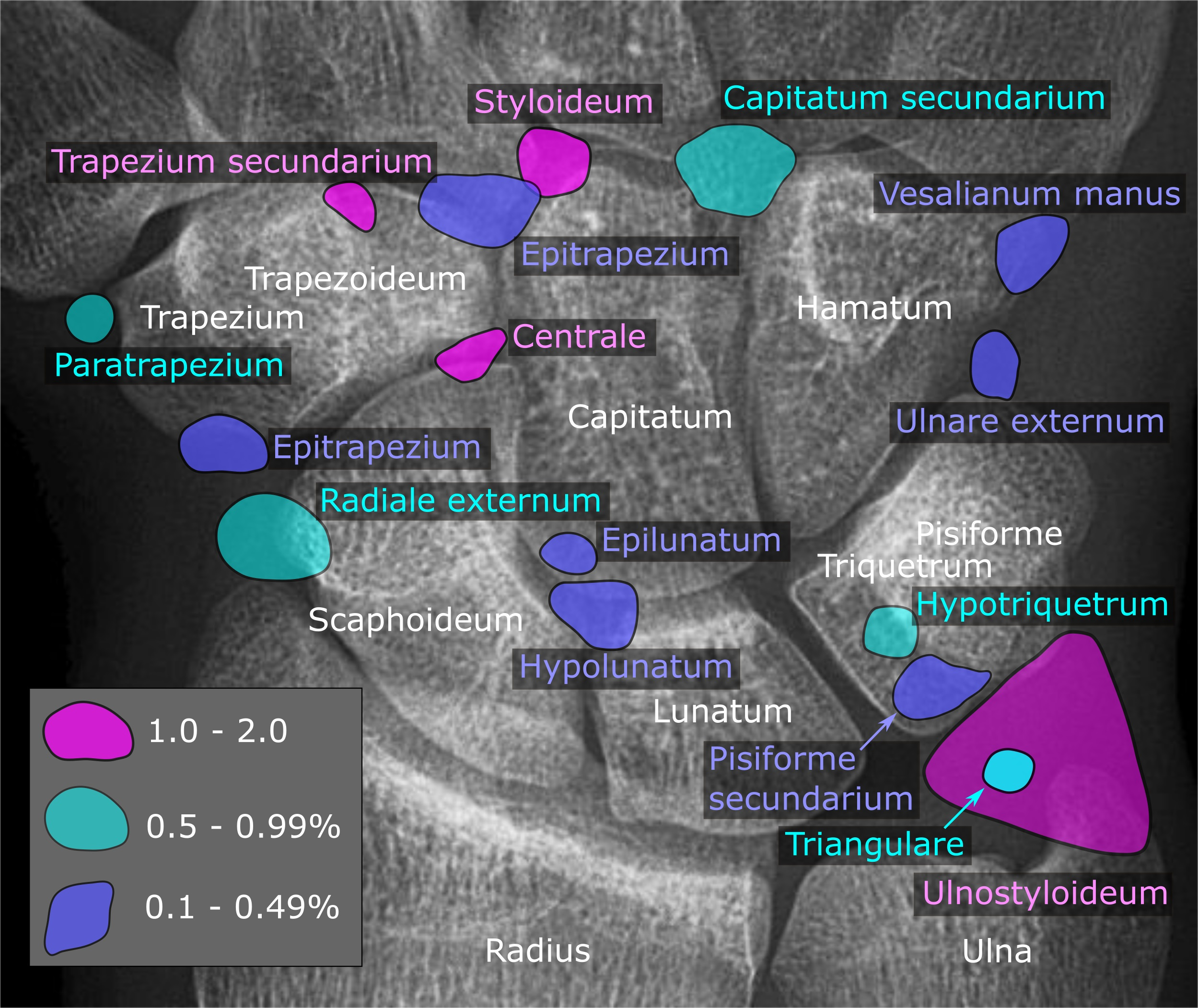
Röntgenfoto van de linker pols, met de extra handwortelbeentjes gekleurd naar hun prevalentie.